# Achí (Kolumbien)
Achí ist eine Gemeinde (municipio) im Departamento Bolívar im Norden von Kolumbien.

## Geographie
Achí liegt im Süden von Bolívar in der Subregion Mojana Bolivarense am Río Cauca und hat eine Durchschnittstemperatur von 27 °C. An die Gemeinde grenzen im Norden Magangué, im Süden Montecristo und San Jacinto del Cauca, im Osten Pinillos und Tiquisio und im Westen Sucre, Majagual und Guaranda im Departamento de Sucre.

## Bevölkerung
Die Gemeinde Achí hat 24.673 Einwohner, von denen 4456 im städtischen Teil (cabecera municipal) der Gemeinde leben (Stand 2019).

## Geschichte
Achí wurde von Siedlern gegründet, die ab 1814 den Ort Ojo Largo aufgrund einer Cholera-Epidemie verlassen hatten. Die Gründung von Achí war 1817 abgeschlossen. Seit 1934 hat Achí den Status einer Gemeinde.

## Wirtschaft
Die wichtigsten Wirtschaftszweige von Achí sind Landwirtschaft (Yams, Baumwolle, Bananen, Zuckerrohr und Reis), Rinderproduktion und Bergbau (Gold und Silber). Zudem spielen aber auch Fischerei, Tourismus, die Gewinnung von Salz und Erdöl, Industrie, Handel und Kunsthandwerk eine Rolle.